# Club Atlético España de Cueto
O Club Atlético España de Cueto é uma equipe da Espanha que disputa a Primeira Regional de Cantabria, equivalente à sexta divisão do Campeonato Espanhol.